# Kazi Roland
Kazi Roland (Kiskunhalas, 1987. október 25.–) médiaművész.
Első oklevelét 2011-ben, a Szegedi Tudományegyetem Juhász Gyula Pedagógusképző Kar Képi ábrázolás BA, illetve a Bölcsészettudományi Kar Filmelmélet és filmtörténet minor szakjain szerezte. 2012-ben felvételt nyert a Moholy-Nagy Művészeti Egyetem Média design szakjára, ahol 2014-ben védte meg diplomáját, mestermunkájával Rektori díjban részesült. 2015 és 2020 között abszolutóriumot szerzett a MOME doktori iskolájában, mestere Szirtes János volt. 2011 óta folyamatosan kiállít. 2015-től a Várfok Galéria művésze. 2018-ban, 2021-ben és 2022-ben Derkovits Gyula ösztöndíjat kapott. 2019 óta tagja a Fiatal Képzőművészek Stúdiója Egyesületnek. 2023-ban elnyerte a Magyar Művészeti Akadémia ösztöndíját. Szűkebb lakókörnyezetének hiedelemvilágával, a korai analóg médiumok fejlődéstörténetével, illetve a képzőművészetben fellelhető kinetikai és optikai rendszerekkel foglalkozik. A valóságészlelés lehetséges formáival kísérletezik, valamint a tér és az idő természettudományos és metafizikai megközelítéseit kutatja. A percepciós folyamatok és gondolkodás szubjektivitásának kérdéseire gyakran irodalmi textusok felhasználásával ad vizuális válaszokat. Kiskunhalason él és alkot.

## Munkássága
"Alkotásai a lehetséges valóságérzékelési módokról, a mozgás, a haladás, valamint a tér és az idő cáfolatáról, kifordított rendszerekről és gondolkodásmódról szólnak. Munkái időben és térben történő valódi mozgásokat mutatnak fel, melyek tudományos állításokat bizonyítanak, vagy azok lehetetlenségét mutatják be. Életművében egyfajta folyamatos elmozdulást, fejlődést és tudományos elmélyülést figyelhetünk meg. Kinetikus munkáit térben alkotja meg, melyek sajátos időbeli rendszer és dinamizmus szerint működnek. Képes rá, hogy a bonyolult tudományos téziseket vagy filozófiai állításokat képileg befogadhatóvá tegyen. A művek mögött feszülő tantételekben és textusokban való elmélyülés ugyan segítheti az alkotások befogadását, de azok enélkül, önmagukban is élményt nyújtanak. A többféle megközelítési mód közül mindenki megtalálhatja a tudománynak, az irodalomnak vagy a filozófiának azt a vizuálisan megjelenített szeletét, amelyet a művek szemlélésekor saját felismerésként magával vihet." 
"Elemi erővel jelenik meg az alkotásokban az ötlet, a művészi program és a kreativitás. Homo ludens, egyben filozofikus alkat, a mozgás, a haladás, a tér dinamikus változása vonzza. Számára a valóság csak kiindulópont, kezdet. Kinetikus installációi, fotó alapú sorozatai mögött megtaláljuk Platón, Szent Ágoston, Gauss és Albert Einstein gondolatait, sőt Jorge Luis Borges esszéi, Leena Krohn Hotel Sapiens és Edwin A. Abbott Síkföld című fikciós regényeiben foglaltakat." 

## Válogatott kiállítások
- 2011 – V. Országos Művészeti Diákköri Konferencia, Sopron, Artner Palota
- 2012 – XIV. Táblaképfestészeti Biennálé, Szeged, REÖK Palota
- 2013 – Az emlékezet rétegei, Budapest, Kegyeleti Múzeum
- 2014 – Diploma kiállítás, Budapest, Ponton Galéria
- 2014 – Art Market, Budapest, Millenáris
- 2015 – Hiedelemgyár, Budapest, Várfok Galéria
- 2015 – Parasztopera Fesztivál, Budapest, Átrium Film-Színház
- 2015 – XI!. Kecskeméti Acélszobrászati Szimpozion, Kecskemét KÉSZ Kft
- 2015 – Art Market, Budapest, Millenáris
- 2016 – Kicsiny falum – Budapest, Várfok Galéria
- 2016 – Kontroll – A Moholy-Nagy Művészeti Egyetem Média Design Tanszék hallgatóinak kiállítása, Budapest, Műcsarnok
- 2017 – KASZ+ 2017 – XIV. Kecskeméti Acélszobrászati Szimpozion, Kecskemét KÉSZ Kft.
- 2018 – Axiómák – Budapest, Várfok Galéria
- 2018 – DERKÓ 2018 – Derkovits Gyula képzőművészeti ösztöndíjasok bemutatkozó kiállítása, Budapest, Műcsarnok
- 2018 – Ördög a részletekben – Kecskemét, Hírös Agóra Kulturális Központ
- 2018 – Mentőmellény – Derkovits Gyula képzőművészeti ösztöndíjasok beszámoló kiállítása, Pécs, m21 Galéria
- 2019 – kraft, werk – FKSE új tagok kiállítása, Budapest, FKSE
- 2019 – …folyamatos jelen…, Budapest, Várfok Galéria
- 2020 – A 19. Nyílt Tér Művésztelep kiállítása, Budapest, Godot Galéria
- 2020 – Acélos történetek, Szeged, REÖK Palota
- 2020 – A Legek, Budapest, Várfok Galéria
- 2021 – Együttállás /avagy 3×31/, Diszel, Első Magyar Látványtár
- 2021 – Családfák, Budapest, Várfok Galéria
- 2021 – DERKÓ 2021 – Derkovits Gyula képzőművészeti ösztöndíjasok bemutatkozó kiállítása, Budapest, Műcsarnok
- 2021 – Art Market, Budapest, Bálna
- 2021 – Személyesen | Frissen 2021 | Kazi Roland: Az időtlenség terei, Budapest, Műcsarnok
- 2022 – DERKÓ 2022 – Derkovits Gyula képzőművészeti ösztöndíjasok bemutatkozó kiállítása, Budapest, Műcsarnok
- 2022 – 68. Vásárhelyi Őszi Tárlat, Hódmezővásárhely, Alföldi Galéria
- 2022 – Oksági Modellek – Budapest, Várfok Galéria
- 2023 – DERKÓ '22 – Budapest, YBL6 Művészeti tér
- 2023 – VASMŰVEK - Fémes inspirációk a kecskeméti K-ARTS Művészeti Gyűjteményből – Budapest, Hegyvidék Galéria
- 2024 – Az idő újabb cáfolata – Kecskemét, Hírös Agóra Kulturális Központ

## Díjak, elismerések
- 2011 – OMDK - Országos Művészeti Diákköri Konferencia – Festészet – III. hely
- 2014 – Moholy-Nagy Művészeti Egyetem, Mestermunka – Rektori Díj
- 2018, 2021, 2022 – Derkovits Gyula képzőművészeti ösztöndíj
- 2023 – Magyar Művészeti Akadémia ösztöndíja